# Kapolyi László
Kapolyi László (Újpest, 1932. június 7. – Budapest, 2014. november 28.) magyar bányamérnök, szerkezetépítő mérnök, energetikus, közgazdász, üzletember, politikus, a Magyar Tudományos Akadémia rendes tagja. Kutatási területe a kőzetmechanika, valamint az energiagazdálkodás és -politika. 1983 és 1987 között Magyarország ipari minisztere. 1994-től 2012-ig és 2013-tól a Magyarországi Szociáldemokrata Párt elnöke, 2002 és 2010 között országgyűlési képviselő a Magyar Szocialista Párt frakciójában.

## Életpályája
1950-ben kitüntetéssel érettségizett az újpesti Könyves Kálmán Gimnáziumban, majd felvették a Budapesti Műszaki Egyetemre, ahol 1954-ben szerzett híd- és szerkezetépítő mérnöki diplomát. 1957-ben Miskolcon, a Nehézipari Műszaki Egyetemen bányamérnöki diplomát szerzett. 1961-ben védte meg műszaki doktori disszertációját. Közben 1962-ben a budapesti Marx Károly Közgazdaságtudományi Egyetemen ipari közgazdász oklevelet szerzett, illetve megvédte (második) egyetemi doktori disszertációját.
Már 1951-ben elhelyezkedett tervezőként a Mélyéptervnél. 1952-ben a Földalatti Vasútépítő Vállalatnál dolgozott. 1953 és 1976 között a Tatabányai Szénbányáknál kezdetben beosztott mérnök, majd üzemvezető főmérnök, később főosztályvezetőként tevékenykedett. 1976-ban távozott a szénbányáktól és a Nehézipari Minisztériumban kapott miniszter-helyettesi kinevezést. 1981 és 1983 között az Ipari Minisztérium energetikai államtitkára volt. 1983-ban a Lázár-, majd 1987-ig a Grósz-kormány ipari minisztere volt. Ezt követően egy évig energia-politikai kormánybiztos volt. 1988–1989-ben a Minisztertanács mellett működő Tanácsadó Testület társelnöke volt (Berend T. Iván mellett). Közben 1985-től 1988-ig az Magyar Szocialista Munkáspárt (amelybe 1968-ban lépett be) Központi Bizottsága tagjaként tevékenykedett.
1967-ben védte meg a műszaki tudományok kandidátusi, 1975-ben akadémiai doktori értekezését. A Magyar Tudományos Akadémia (MTA) Bányászati, illetve az Energetikai Bizottságnak lett tagja. 1979-ben megválasztották az MTA levelező, 1985-ben pedig rendes tagjává. Később a Jövőkutatási Bizottságba is bekerült. Az Orosz Tudományos Akadémia is felvette tagjai sorába. Akadémiai tisztségei mellett a Római Klub, az Aspen Institute of Italy tagja és a Gépipari Tudományos Egyesület elnökségi tagja. 1975-ben a krakkói Bányászati és Kohászati Akadémia magántanárává, 1980-ban az Eötvös Loránd Tudományegyetem címzetes egyetemi tanárává avatta, illetve a Boston College vendégprofesszora, S az Acta Geodaetica, Geophysica et Montanistica című tudományos folyóirat szerkesztőbizottságának tagja volt.
Az eocén program vezetőjeként és szorgalmazójaként jelentősen hozzájárult a gazdaságtalan bányászathoz mivel az EOCÉN-szenek Magyarországon vetők mentén töredezve lelhetőek fel. Így a bányák rengeteg meddőt termeltek ki és rengeteg első osztályú ivóvizet szivattyúztak ki ennek erőltetése miatt. A vízkiemeléses bányászat egyik szabadalmaztatójaként és egyben szorgalmazójaként pedig jelentősen hozzájárult a Hévízi-tó és a budai termálvízforrások végveszélybe kerüléséhez. A Tatai és Esztergomi források elapadásához. Ezek járulékaként több növény- és állatfaj végleges kihalásához is jelentős a hozzájárulása.
Csak a Bakony alól 3-4 balatonnyi ivóvizet emeltek ki a módszerével, és pazaroltak el. A cél a nyírádi magas titántartalmú bauxit kitermelése volt, amelyet a Szovjetuniónak játszott át az akkori magyar vezetés 1960-as évek beli áron 6 milliárd amerikai dollár, jelen áron 50-60 milliárd dollár értékben. Miközben rendelkezésre álltak és állnak ma is felszínhez közeli szárazon is könnyen kitermelhető bauxitok és szenek is. Miközben a mélyen fekvő karsztvízszint alatti bauxit kitermelésnek is voltak már akkor is és ma is olyan módszerei, amelyek nem járnak karsztvízkitermeléssel. Kapolyinak ezekhez a környezetkárosító kitermelési módszerekhez jelentős anyagi érdeke – szabadalma fűződött. 
1989-ben megalapította a System Consulting Kft.-t, amelynek ügyvezető igazgatója, a cég részvénytársasággá történt átalakulása után az igazgatótanács elnöke lett. A társasági jog 2006-os reformja után a cég zártkörűen működő részvénytársasági (zrt.) formát vett fel, itt elnök-vezérigazgató volt. A zrt. az energiaiparban tevékenykedik, villamosenergia-kereskedelmet bonyolított le. A cég a rendszerváltáskor fennálló orosz államadósság lebontásában is részt vett. Eleinte az orosz állam kizárta, hogy adósságukat energiahordozóban törlesszék, Kapolyinak mégis sikerült elérnie, hogy szenet vásárolhasson, amit Ukrajnába, a bursztyini erőműbe szállított, onnan pedig áramot importált Magyarországra. Ez az üzleti stratégia vitákat váltott ki, kritikusai szerint Kapolyinak pártmúltjára hivatkozva volt lehetősége az áramimportra. A cég jelentős szerepet vitt az orosz államadósság lebontásában.
1990-ben független országgyűlési képviselőjelölt volt. 1991-ben a Magyarországi Szociáldemokrata Párt (MSZDP) budapesti szervezetének vezetőségi tagja lett. 1992–93-ban az országos vezetőség tagja, 1993-tól az elnökség tagja lett, majd 1994-ben a párt elnökévé választották. Tisztségében többször megerősítették. Az 1994-es, illetve 1998-as országgyűlési választásokon pártja képviselőjelöltje volt, de a párt országos szinten nem érte el az öt százalékot. A 2002-es országgyűlési választáson a két párt közötti együttműködés keretében a Magyar Szocialista Párt Szabolcs-Szatmár-Bereg megyei területi listájáról szerzett mandátumot, négy évvel később a párt országos listájáról került be az Országgyűlésbe, ahol a gazdasági bizottságában dolgozott. Vállalkozásai révén milliárdos vagyonra tett szert, 2010-ben ő volt a leggazdagabb parlamenti képviselő. A 2010-es országgyűlési választáson az MSZDP színeiben indult, ám mandátumot nem szerzett. Emellett 2002-ben az Újpesti Torna Egylet elnökévé választották.

## Tudományos munkássága
Kutatási területei: a kőzetmechanika, az ásványvagyon-, nyersanyag-, és energiagazdálkodás, a rendszerelmélet, a energia- és gazdaságpolitika.
Kőzetmechanikai kutatásai a bányabiztosító berendezések és szerkezetek szilárdságtanilag megalapozott méretezésével foglalkoztak. Ez hatással volt a bányaművelés gazdaságosságának és biztonságának növelésére. Az energiagazdálkodás területén a magyarországi ásványvagyon úgynevezett műrevalóságának reális megítélésében segítenek. Energiapolitikai munkássága során rendszerelméleti segítséggel alapozta meg e gazdasági ág fejlesztésének elősegítését. Munkáit elsősorban magyar, angol és orosz nyelven adta közre.
Több egyetemi szak elindításában vett részt: a BME-n a nukleáris mérnök-fizikus, illetve az energetikus szak, illetve a mai Budapesti Corvinus Egyetemen a szolgáltatási menedzsment szak.

## Díjai, elismerései
- a Krakkói Bányászati és Kohászati Akadémia díszdoktora (1975)
- Akadémiai Díj (1977)
- Állami Díj (1983) – A hazai energiaforrások feltárása és kiaknázása, továbbá az energiagazdálkodás észszerűsítése terén kifejtett kimagasló munkájáért. Megosztott díj Győry Sándorral, Pápa Aladárral, Papp Istvánnal és Schiller Jánossal.
- a Moszkvai Bányászati Egyetem díszdoktora (1988)
- a Miskolci Egyetem díszdoktora (1994)
- a Pécsi Tudományegyetem díszdoktora (2000)
- Az év vállalkozója (2001)
- Kármán Tódor-díj (2006)

## Főbb publikációi
- Energiagazdálkodás (társszerző, 1965)
- A szénbányászat termeléstervezési módszeréről; Ipargazdasági és Üzemszervezési Intézet, Bp., 1966
- Bányabiztosító szerkezetek hatásának vizsgálata (1967)
- Kelemen Zoltán–Kapolyi László: Bányaipari piackutatás; Tankönyvkiadó, Bp., 1971
- Asszonyi Csaba–Kapolyi László: Kőzetek mechanikai jellemzőinek meghatározása; MTA VEAB, Veszprém, 1976 (Magyar Tudományos Akadémia Veszprémi Akadémiai Bizottsága monográfiái)
- Bevezetés az ipari rendszerelméletbe (Tankönyvkiadó, 1977)
- Kitermelőiparunk főbb jellemzői, az energiahordozók termelése és energiapolitikánk; MSZMP Politikai Főiskola, Bp., 1981
- Ásványi eredetű természeti erőforrások rendszer- és függvényszemlélete (Akadémiai Kiadó, 1981)
- Ásványinyersanyag- és energiapolitikánk alapjai (Kossuth Könyvkiadó, 1981)
- A dikalcium ortoszilikátok polimorfózisa és alkalmazása a komplex ásványvagyon gazdálkodásban (Akadémiai Kiadó, 1983)
- Nyersanyag- és energiagazdálkodásunk (Közgazdasági és Jogi Könyvkiadó, 1984)
- A magyar ipar fejlődése az ezredfordulóig; Népszava, Bp., 1986 (Fórum)
- Mineral Resources: A System Analytical and Functional Approach (Bécs–New York), 1987)
- Bányászati rendszerelmélet. Egyetemi tankönyv; Tankönyvkiadó, Bp., 1990
- A nagy transznacionális egyesített energetikai rendszerek működésének megbízhatósága és hatékonysága (társszerzőkkel oroszul, Novoszibirszk, 1996)
- A rendszerelmélet alkalmazása az ipar és a közgazdaságtan területén (2006, angolul is)
- Komplex gazdasági rendszerek modellezése és elemzése (2006, angolul is)